# Ne bis in idem
Ne bis in idem (łac.) – pojęcie wywodzi się bezpośrednio z cywilnego prawa rzymskiego. Dosłownie termin można przetłumaczyć jako „nie dwa razy w tej samej (sprawie)”. W terminologii prawniczej oznacza to zasadę, wedle której nie można orzekać dwa razy w tej samej sprawie.
Obecnie pojęcie funkcjonuje zarówno w europejskich, jak i amerykańskich systemach prawnych, choć istnieją kontrowersje, czy zasady tej nie łamie instancyjność postępowania sądowego.
Przykłady w prawie krajowym:
- Polska: art. 17 § 1 pkt 7 k.p.k.[1] i art. 199 § 1 pkt 2 k.p.c.[2]
- USA: 5. poprawka do Konstytucji Stanów Zjednoczonych

W prawie międzynarodowym:
- Międzynarodowy Pakt Praw Obywatelskich i Politycznych w art. 14 ust. 7
- Protokół nr 7 Europejskiej Konwencji Praw Człowieka z 1984   w art. 4 ust. 1[3]
- Statut Międzynarodowego Trybunału Karnego dla Byłej Jugosławii w art. 10
- Statut Międzynarodowego Trybunału Karnego w art. 20
- Karta praw podstawowych Unii Europejskiej w art. 50